# Ana de Navarra
Ana de Navarra (1451-1477), condesa de Medinaceli, a veces referida como Ana de Navarra y Aragón por las referencias a su hermano Felipe de Navarra y Aragón fue hija ilegítima del príncipe Carlos de Viana.

## Biografía
Nació en Navarra como hija de Carlos de Trastámara y Évreux, príncipe de Viana con María de Armendáriz, Señora de Berbinzana, en el año 1451.
Al igual que sus hermanos gozó de un buen nivel de vida y aceptación por parte de su padre natural, el príncipe de Viana.
En 1471, el rey Juan II de Aragón, abuelo de Ana, concertó el matrimonio de esta con el noble castellano Don Luis de la Cerda, antiguo rival suyo en el ámbito político.
La boda se llevó a cabo en Zaragoza el mismo año de 1471, convirtiéndose Ana de Navarra en condesa de Medinaceli (su marido sería nombrado duque 2 años después de su muerte). De dicha breve unión (pues Ana de Navarra moriría 7 años después) nació en 1472, Leonor de la Cerda de Aragón y Navarra, primera hija del duque de Medinaceli.
En 1473, Ana de Navarra quiso hacer valer sus derechos como pretendienta al Trono de Navarra según el testamento de su padre del 20 de abril de 1453, si bien este documento no tenía validez ya que el príncipe de Viana redactó uno in articulo mortis en el que además le recomendaron dejar la herencia titular a su primer hijo varón, Felipe de Viana, a quién se le estaba educando como caballero, finalmente dejó el honor en su hermana, Blanca de Navarra, temeroso de que la maldición que le había perseguido toda su vida debido a la negativa de su padre a hacerle valer el título. Por tanto, la pretensión de Ana nunca llegó a verse cumplida.
Murió prematuramente en el año 1477, a la edad de 26 años.